# Cirsium pinnatisectum
Cirsium pinnatisectum là một loài thực vật có hoa trong họ Cúc. Loài này được (Klatt) Petr. mô tả khoa học đầu tiên năm 1910.